# 東洋眼虫
東洋眼虫(とうようがんちゅう、Thelazia callipaeda)はヒト、イヌ、ネコなどに眼虫症を引き起こす寄生性線虫である。

## 形態
成虫は体長11～15mm、体幅0.33mmの白色の線虫。

## 疫学
中華人民共和国、フランス、ドイツ、インド、インドネシア、イタリア、日本、大韓民国、オランダ、ロシア、スイス、台湾、タイ王国に分布している。
2000年時点で人体感染は250例以上報告されている。2011年の時点で日本での人体寄生例は160例ほどであり、西日本、とくに九州に多かった。

## 生活環
ヒト、イヌ、ネコ以外にも、オオカミ、タヌキ、アカギツネ、アナウサギを終宿主とする。
これまでに見付かっている中間宿主は、ヨーロッパではAmiota (Phortica) variegata、アジアでは
樹液で繁殖するショウジョウバエ科のハエの一種マダラメマトイであり、これらは涙液を吸う。オスのメマトイのみが媒介するというデータがある。吸血性のハエの場合はメスが媒介する例ばかりが知られているので、特筆すべき事である。
日本では、オオマダラメマトイ、マダラメマトイ、カッパメマトイなど。
メスが終宿主の眼やその周辺に居る間に、卵から胎内で1齢幼虫に発育する。
1齢幼虫は卵膜に包まれたまま涙液中に産み落とされ、これを中間宿主が摂取する。メマトイの腸管内で卵膜から出た後、腸壁に侵入する。血体腔に2日留まったあと、脂肪体または精巣に移行する。ここで3齢幼虫になり、頭部へ移行して再び終宿主の眼やその周辺に移動する。眼、瞼、涙腺、涙管などで4齢幼虫を経て1ヶ月ほどで成虫となる。

## 症状・診断・治療
症状は結膜炎、涙、視野不良、角膜の潰瘍や瘢痕である。視界に飛蚊症のようなぼやけを生じるのみということもある。
診断は眼や周辺組織から成虫を検出することによる。ヒトの症例では局所麻酔後に虫を摘出する。イヌではイミダクロプリドとモキシデクチン、あるいはミルベマイシンなどの外用が推奨される。